# Livets uppkomst

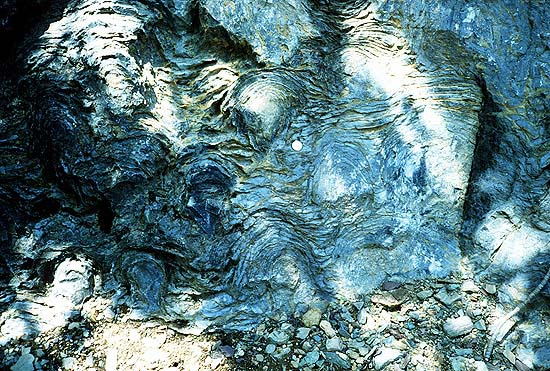
Prekambriska stromatoliter i Kanadensiska skölden i Glacier National Park i USA. I en kontroversiell avhandling 2002 föreslog William Schopf vid UCLA att liknande geologiska formationer innehåller 3,5 miljarder år gamla fossiliserade cyanobakterier, vilket är bland de tidigaste spåren av liv på jorden.

Livets uppkomst eller livets ursprung (abiogenesis) är, inom naturvetenskapen, en frågeställning som försöker ge svar på hur livet på jorden uppstod relativt kort tid efter planetens bildande för 4,54 miljarder år sedan. De äldsta kända spåren av liv är 3,7 miljarder år gamla. De upptäcktes 2013 när den heterogent kornformiga kristallstrukturen av grafit i metasedimentära stenar på Grönland tolkades som förorsakad av trycksättning av strukturellt heterogena organiska föreningar under metamorfos. Detta indikerar i sin tur att liv kan ha flödat i havet vid den tiden.
Trots frågans stora betydelse inom biologi och filosofi görs bara glesa och sporadiska framsteg på området. Ingen enskild förklaringsmodell för hur livet uppstod är allmänt vedertagen. De flesta teorier försöker kasta ljus över de förhållanden på jorden som livet uppstod under, men ämnet inkluderar även teorier och hypoteser om en möjlig utomjordisk evolution under de 13,8 miljarder år som gått sedan big bang.

## Aktuella förklaringsmodeller
De flesta förklaringsmodeller som finns utgår från en rad upptäckter kring livets molekylära och cellulära ursprung, som här räknas upp ungefär i den ordning de presenterades:
1. Gynnsamma förhållanden leder till att små, enkla molekyler, så kallade monomerer, som till exempel enskilda aminosyror bildas. Detta demonstrerades första gången av Stanley Miller och Harold Urey i det så kallade Miller–Urey-experimentet 1953.
2. Fosfolipider kan, om de är tillräckligt långa, spontant bilda dubbla lipidlager, en grundläggande beståndsdel av cellmembran.
3. Polymerisation av nukleotider till slumpmässiga RNA-molekyler kan, enligt hypotesen om RNA-världen, ha resulterat i självreproducerande ribozymer (RNA-enzym).
4. Selektionstryck som gynnade katalytisk effektivitet och mångfald hos ribozymerna, resulterade i ribozym som kunde katalysera överföring av aminosyror eller små peptider. Oligopeptider kan bilda komplex med RNA, vilket kan skapa bättre katalysatorer. På detta sätt kom den första ribosomen till, och proteinsyntes kunde ske i större skala.
5. Proteiner är avsevärt mer effektiva katalysatorer än ribozymer, och därför blev protein den dominerande biologiska polymeren medan nukleinsyrorna RNA och DNA främst existerar för syften som har med genomet att göra.

Frågan om de viktigaste biomolekylernas ursprung är inte fullständigt klarlagd, men frågan är ändå mindre kontroversiell än den om vilken ordning och betydelse ovan nämnda steg 2 och 3 har. De grundläggande ämnen som livet utgått ifrån är metan (CH4) och de oorganiska ämnena ammoniak (NH3), vatten (H2O), vätesulfid (H2S), koldioxid (CO2) och fosfat (PO43-). Ingen har ännu, år 2006, lyckats framställa en konstgjord "urcell" med de egenskaper som är typiska för biologiska celler från dessa ämnen. Det finns olika modeller, men utan konkreta experimentella resultat förblir de spekulationer. Forskare som exempelvis Jack Szostak vid Harvard fortsätter dock försöken att skapa en konstgjord urcell för att belysa livets ursprung. Andra forskare förordar istället den motsatta vägen. Craig Venter vid The Institute for Genomic Research (TIGR) använder skräddarsydda celler med allt färre gener för att avgöra vilka som är de nödvändiga förutsättningarna för liv. Fysiker John Desmond Bernal benämnde denna process biopoes, och beskrev flera väldefinierade stadier under livets uppkomst:
1. Uppkomsten av biologiska monomerer
2. Uppkomsten av polymerer
3. Evolution av molekyler till celler

Bernal menade att den darwinistiska evolutionen kan ha inletts redan under det första eller andra stadiet.

### Uppkomsten av organiska molekyler

#### Miller

Miller–Urey-experimentet gick ut på att syntetiskt framställa livets byggstenar genom att i ett laboratorium försöka återskapa de kemiska betingelser som rådde under jordens barndom.

Millerexperimenten (inklusive det ursprungliga 1953) simulerade de förhållanden som antogs råda då jorden bildades utifrån det material som omgav solen.
I experimentet använde man en blandning av gaser med låg redoxpotential: metan, ammoniak och väte. Vilken sammansättning den unga jordens atmosfär hade är dock fortfarande omdiskuterat och olika sammansättning av gaser ger helt olika resultat. Tidigare har man till exempel antagit att syre fanns närvarande i den prebiotiska atmosfären (atmosfären innan det fanns liv på jorden) vilket hade förhindrat bildandet av organiska molekyler. Idag tror man inte längre att så var fallet.
Experimentet visade att några av de mest grundläggande organiska monomererna (som aminosyror) som utgör livets polymeriska grundstenar faktiskt kan uppstå spontant. Dessa enkla organiska molekyler liknar förstås inte alls en fullt funktionell och självreproducerande livsform, men i en miljö utan livsformer kan de ha utgjort basen för den kemiska evolutionen (enligt teorin om ursoppan).
Under vilka förhållanden komplexa polymerer spontant uppstått ur abiotiskt genererade monomerer förblir en kvistig fråga. I Miller-Urey-experimentet uppstod, förutom de nödvändiga organiska monomererna, även höga koncentrationer av ämnen som skulle förhindrat bildandet av polymerer. Som Brooks och Straw påpekade 1973 finns heller inga geologiska spår av den ursoppa som teorin förutsätter:
Om den primitiva ursoppan någonsin existerat borde vi, någonstans på den här planeten, ha hittat antingen massiva förekomster av sediment som innehåller enorma mängder olika kvävehaltiga organiska föreningar, syror, puriner, pyrimidiner etc, eller så borde vi, i metamorfa sediment, hitta enorma mängder kvävehaltigt koks. I själva verket har inget sådant material hittats någonstans på jorden.
Bland andra förklaringar till förekomsten av komplexa molekyler har föreslagits ett utomjordiskt stellärt eller interstellärt ursprung. Genom spektralanalys vet man att organiska molekyler finns i kometer och meteoriter. 2004 hittades spår av polycykliska aromatiska kolväten (eller PAH från engelskans term) i en nebulosa. Detta är den dittills mest komplexa molekyl som hittats i rymden. På grund av detta har man föreslagit att en RNA-värld ska ha föregåtts av en PAH-värld.
Teorins största utmaning är förmodligen att förklara hur relativt enkla organiska byggstenar polymeriserats till de mer komplexa strukturer som kunnat bilda den första cellen. I en vattenrik omgivning skulle oligomerer och polymerer tendera till att delas upp i monomerer genom hydrolys, snarare än att monomerer skulle tendera att kondenseras till polymerer. I Millers olika experiment producerades dessutom många substanser som skulle ha reagerat med aminosyrorna och därmed gjort slut på peptidkedjan.

#### Eigen
I början av 1970-talet gjordes stora framsteg i forskningen kring livets uppkomst av en grupp forskare kring Manfred Eigen vid Max Planck-institutet. Forskargruppen undersökte övergångsstadierna mellan "ursoppans" molekylära kaos och en självreproducerande hypercykel, ett enkelt makromolekulärt system. I en hypercykel producerar någon form av materia som bär information – möjligen RNA – ett enzym som fungerar som katalysator för bildningen av andra liknande system. Detta sker i flera steg, och den sista reaktionens produkt underlättar bildandet av det första informationssystemet. På så sätt skulle det kunna bildas kvasiarter, som genom naturligt urval inleder en slags darwinistisk evolution. Upptäckten att RNA under vissa omständigheter kan bilda ribozymer, enheter med enzymatisk aktivitet, innebar att teorin om hypercykler vann terräng.

#### Wächtershäuser

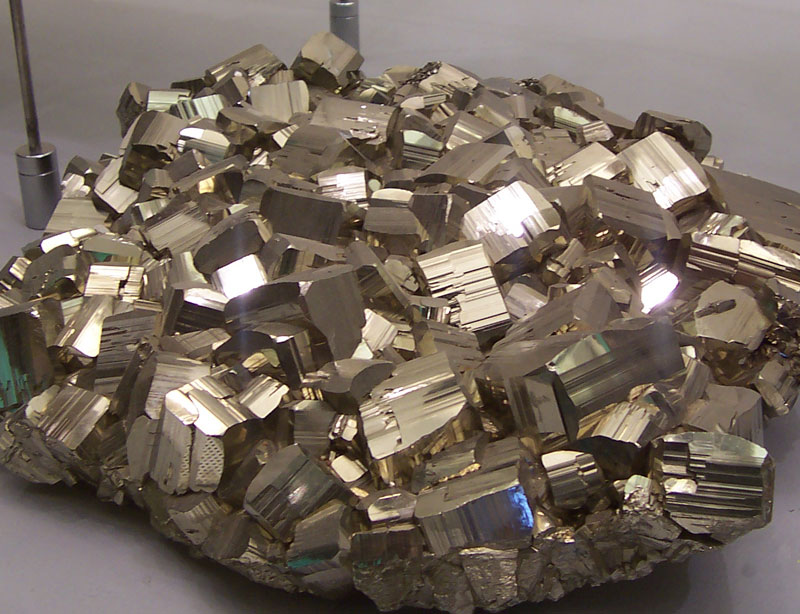
Pyrit eller svavelkis är det vanligaste sulfidmineralet. Den reagerar med syre och vatten och bildar svavelsyra, en process som orsakas av proteobakterier (hydrogenophilaceae) som genererar sin energi genom att oxidera järn.

Ytterligare ett framsteg kom under 1980-talet med Günter Wächtershäusers teori om den så kallade "järnsvavel-världen". I sin modell lade han fram axiomet att en evolution av biokemiska reaktionsvägar var nödvändiga för att evolutionen skulle resultera i liv. Dessutom presenterade han ett sammanhängande system för hur dagens biokemi skulle kunna härledas ur de mest ursprungliga kemiska reaktionerna. Systemet erbjöd alternativa förklaringar till syntetiseringen av organiska byggstenar ur enkla gasföreningar.
Till skillnad från de klassiska Miller-experimenten, som var beroende av simulerade blixtar eller UV-strålning som yttre energikälla, hade Wächterhäusers system en inbyggd energikälla i form av järnsulfider, i realiteten pyrit, och andra mineral. När dessa metallsulfider genomgår redoxreaktioner frigörs energi som kan användas inte bara vid syntes av organiska molekyler, utan även för att bilda oligomerer, stora molekyler av en viss bestämd form och storlek, och polymerer. Man har därför föreslagit att ett sådant Wächtershäuser-system skulle kunna utvecklas till autokatalytiska mängder av själv-reproducerande, metabolt aktiva enheter som skapat biokemiska reaktioner och reaktionsvägar. Detta system skulle ha föregått de livsformer som vi känner till idag.
De experiment som gjorts producerade en relativt begränsad mängd dipeptider (0.4–12,4%) och en ännu mindre mängd tripeptider (0,003%). Forskarna noterade att "under förhållanden liknande dessa hydrolyserades dipeptider snabbt". De bildade molekylerna skulle därför kunna få en mycket kort livslängd, vilket är ett problem för modellen som sådan. Andra kritiker har påpekat att experimentet inte inkluderade organiska molekyler som kunnat ändra vilka reaktioner som skulle ske, eller förhindrat att molekylkedjor förlängdes. (Huber and Wächtershäuser, 1998)

#### Black smokers

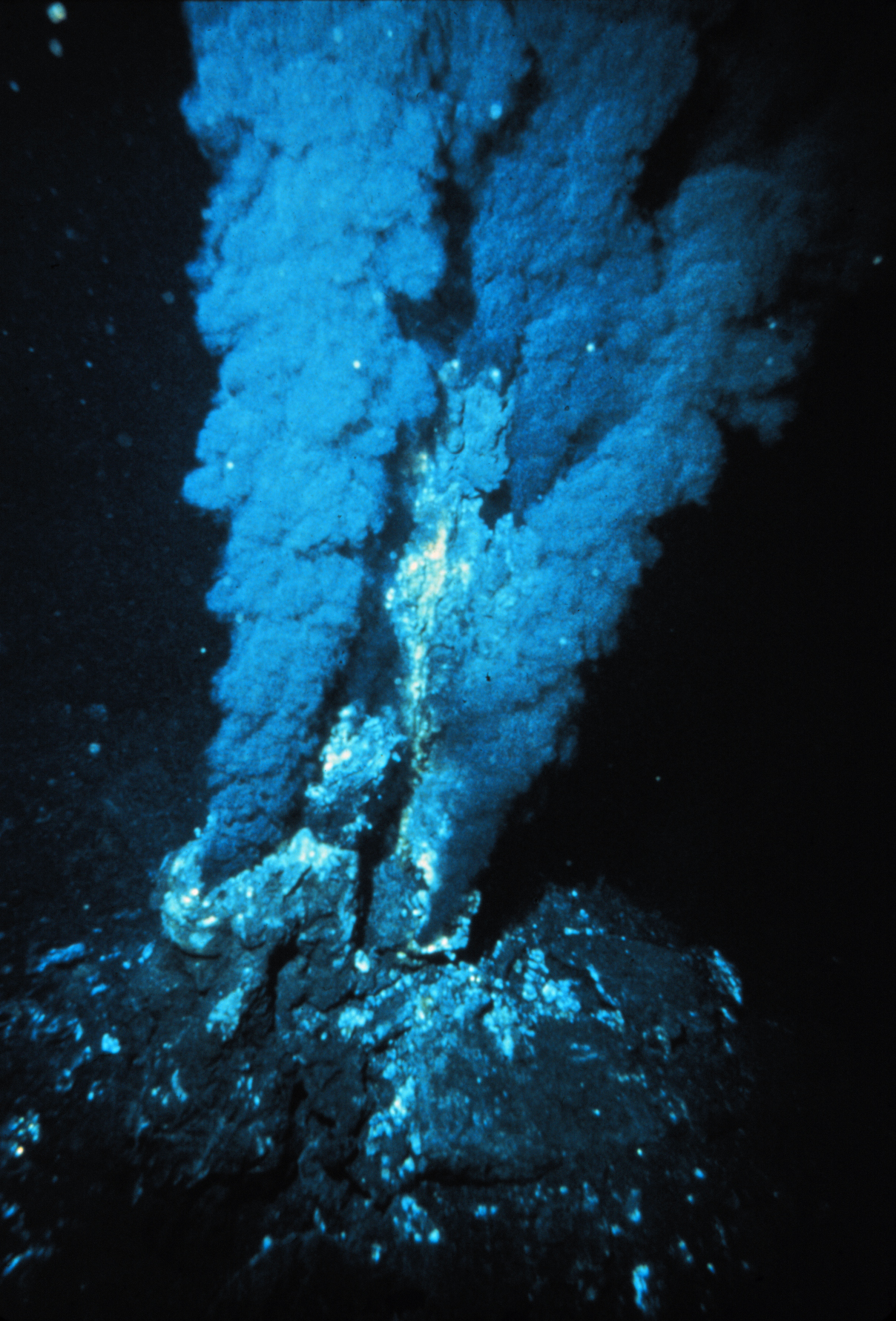
Livet kan ha uppkommit vid så kallade "black smokers" där hydrotermiska källor gör att extremofiler kan leva än idag.
Foto: NOAA. (PD)

Med järnsvavel-världen som utgångspunkt föreslog William Martin och Michael Russell 2002 att livet utvecklats från hetvattenkällor vid spridningszoner på havsbotten, så kallade "black smokers". Väggarna i de mikroskopiska grottor som finns i dessa källor är täckta av tunna lager metallsulfid, vilket skulle lösa flera kritiska punkter i det ursprungliga Wächtershäuser-systemet.
I de mikroskopiska grottorna skulle större koncentrationer av nyligen syntetiserade molekyler kunna uppnås, vilket skulle öka chansen att oligomerer bildades. Eftersom en "black smoker" har en temperaturgradient, där man kan hitta områden med olika temperaturer inom ett vitt spann, kan varje reaktion ske vid den temperatur som är optimal för reaktionen. Monomerer, de små byggstenarna, kan då syntetiseras där det är varmare och oligomerer bestående av flera små byggstenar där det är kallare. Genom flödet av vatten värmt av jordens inre erhålls en ständig källa till byggnadsmaterial och energi, i form av nyligt utfällda metalsulfider. Modellen innehåller också förutsättningarna för att alla de föreslagna stegen i den cellulära evolutionen ska ha ägt rum i en enda lokalitet (prebiotisk kemi, syntes av monomerer och oligomerer, syntes av peptider och proteiner, RNA-världen, sammanställningen av ribonukleoprotein (RNA+protein) och DNA-världen). Därmed kan stadierna ha skett delvis parallellt, och utbyte ske mellan alla olika utvecklingsstadium. Därmed behövs inte något cellmembran, och inte heller någon syntes av de fettartade ämnen, lipider, som bygger upp cellmembranet, förrän i princip alla cellens basala biokemiska reaktioner finns färdigutvecklade.
Modellen placerar hellre den sista gemensamma anfadern till alla organismer i en black smoker, snarare än att anta att en sådan fanns fritt levande. Det sista evolutionära steget skulle då vara syntesen av det lipidmembran som tillät organismerna att lämna varmvattenkällorna och påbörja ett oberoende liv. Teorin postulerar att cellmembranet tillkommit sent i evolutionen, och det stämmer med det faktum att arkebakteriers cellmembran är uppbyggda av helt olika typer av lipider än alla andra organismers, trots att deras cellfysiologi i övrigt är mycket likt övriga livsformers.

#### Homokiralitet

Alanin är en aminosyra som existerar i två former: L-alanin, som tillhör de vanligast aminosyrorna som deltar i proteinsyntes, och D-alanin som enbart finns hos bakterier, i deras cellvägg.

En avgörande och fortfarande olöst fråga vad gäller den kemiska evolutionen är uppkomsten av homokiralitet, det vill säga det faktum att alla monomerer har samma asymmetriska spegelegenskaper - aminosyror sägs vara "vänsterhänta" (L-form) medan sockermolekylerna hos nukleinsyror sägs vara "högerhänta". Undantag från denna regel finns enbart hos bakterier, som har högervridna aminosyror (D-form). Homokiralitet har stor betydelse för bildandet av funktionella ribozymer (och förmodligen även proteiner). Förmodligen låter sig homokiralitet lättast förklaras av slumpmässig, initial asymmetri följt av gemensam härstamning.
En studie i Purdue i Indiana 2003 antydde att aminosyran serin kan vara den främsta orsaken till homokiralitet hos organiska molekyler. Serin bildar särskilt starka bindningar med aminosyror med samma kiralitet vilket leder till grupper om åtta antingen vänsterhänta eller högerhänta molekyler. Denna egenskap står i kontrast mot andra aminosyrors förmåga att bilda svaga bindningar med aminosyror med motsatt kiralitet. Även om mysteriet kring de vänsterhänta serinernas dominans fortfarande är olöst ger studien en antydan till ett svar på frågan om hur organiska molekyler med en viss kiralitet kan upprätthålla sin dominerande ställning när väl en asymmetri etablerats.

### Från organiska molekyler till de första cellerna

Ett modernt cellmembrans två främsta beståndsdelar är lipider och proteiner. En avgörande fråga för livets uppkomst är om RNA eller en prototyp till cellmembranen bildades först.

Frågan hur den första cellen bildades från enkla organiska molekyler förblir i princip obesvarad, men det finns många hypoteser. En del av dessa utgår från att nukleinsyra uppkommit tidigt – "generna först" – medan andra utgår från att de biokemiska reaktionerna och reaktionsvägarna kommit först, "metabolismen först". På senare tid har det kommit fram hybridmodeller som kombinerar bitar av bägge varianterna.

#### "Generna först"

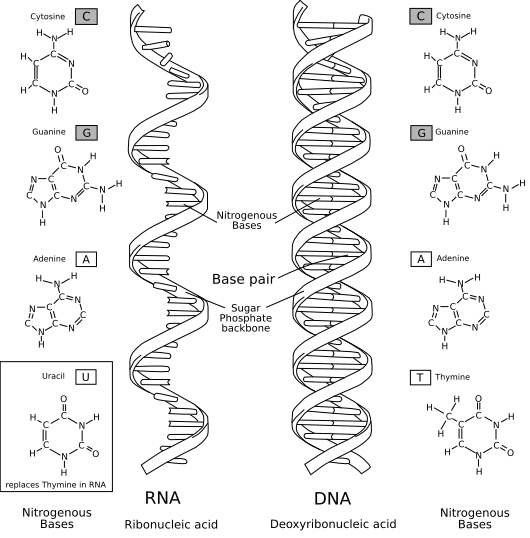
RNA jämfört med DNA.

Hypotesen om RNA-världen innebär att små korta RNA-molekyler som bildats spontant, även ska ha haft förmågan att katalysera sin egen fortsatta replikation. Det är svårt att bedöma hur sannolik spontan bildning av RNA är, men det har lagts fram flera olika teorier om hur det kan ha gått till. Tidiga former av cellmembran kan ha bildats spontant ur så kallade proteinoider, protein-liknande molekyler som bildas då aminosyror upphettas. När proteinoider förekommer i rätt koncentration bildar de mikrosfärer i vattenlösning, som beter sig ungefär som membraninneslutningar. Bland andra möjligheter finns system av kemiska reaktioner som sker inom substrat av lera, eller på ytan av pyritrika stenar. Bland faktorer som stödjer teorin om RNA-världen finns bland annat RNA:s förmåga att replikera; Sol Spiegelman lyckade 1977 skapa RNA-kedjor som kunde replikera[källa behövs], som var så korta som ungefär 50 nukleotider. RNA kan lagra information och själv katalysera reaktioner. I dagens organismer har den många olika viktiga roller, som mellansteg i uttryck och underhåll av genetisk information. Att molekylen, eller åtminstone dess beståndsdelar, så lätt kan bildas under de förhållanden som man tror är ungefär de som rådde på det unga jordklotet talar också för teorin om RNA-världen.
Det finns dock flera problem som behöver lösas för att RNA-hypotesen helt ska hänga ihop. De största problemen med hypotesen är att RNA är instabilt då det exponeras för ultraviolett strålning, hur nukleotiderna kunde aktiveras och bindas, bristen på löst fosfat, som behövs till nukleotidkedjans ryggrad, och att kvävebasen cytosin är instabil och lätt genomgår hydrolys.
Nyliga experiment antyder dessutom att de ursprungliga uppskattningarna av hur stora RNA-molekyler som skulle krävas för att den skulle kunna replikera sig själv förmodligen var grova underskattningar. Modernare varianter av teorin om RNA-världen föreslår att en molekyl som är enklare än RNA var kapabel till replikation på egen hand, och att denna replikerande värld sedan övergick till en RNA-värld. I dagsläget har de olika teorierna inte tillräckligt mycket med bevis som stödjer dem. Många av dem kan visserligen simuleras och testas i ett laboratorium, men avsaknaden av opåverkade sedimentära bergarter från jordens tidiga historia medför få möjligheter att testa hypotesen om RNA-världen på ett tillförlitligt sätt.
Se även
- Miceller

#### "Metabolism först"
Åtskilliga modeller avfärdar möjligheten att en "naken gen" ska ha lyckats replikera sig, och ställer istället upp som postulat att någon form av primitiv metabolism måste ha skapat den miljö där RNA senare kunde replikeras.
Denna ståndpunkt framfördes första gången, redan innan DNA upptäcktes, då Alexandr Oparin år 1924 lanserade idén om primitiva, självförökande vesiklar, små droppar eller blåsor omgivna av någon form av membranliknande vägg. I senare varianter på teorin, från 1980- och 90-talen, finns Günter Wächtershäusers teori om järnsvavel-världen och Christian de Duves modeller, som utgick från egenskaper hos tioestrar (kemiska föreningar som bildas då svavel binds till en acylgrupp). 
Bland de mer teoretiska och abstrakta argument för teorin "metabolism först" finns en matematisk modell gjord av Freeman Dyson i början av 1980-talet, och Stuart Kaufmans idéer om autokatalytiska mängder senare under decenniet.
Tanken att en "sluten" metabol cykel, såsom den reducerande citronsyracykel som Wächtershäuser föreslagit, skulle uppstå spontant saknar fortfarande experimentellt stöd. Leslie Orgel, en av de ledande gestalterna under de senaste decenniernas forskning om livets uppkomst, har också krasst konstaterat att det inte finns någon anledning att förmoda att sådana flerstegscykler ska generera sig själv på ytan av järnsulfid/järndisulfid eller någon annan mineral. Det är möjligt att någon annan form av metabol reaktionsväg kan ha använts när livet började. Det finns fyra kända sätt varmed koldioxid fixeras på naturligt sätt, och en "öppen" acetylkoenzym A-reaktionsväg, är ännu mer förenlig med idén om självorganisering på en yta av metallsulfid. Nyckelenzymet i denna reaktionsväg, kolmonoxiddehydrogenas/acetyl-CoA-syntas, har blandade nickel-järn-svavel-anhopningar nära reaktionsytan och katalyserar bildandet av actyl-CoA, som kan betraktas som en modern form av acetyl-tiol, i ett enda steg.

#### Bubbelteorin

I vatten bildar fosfolipider spontant de lipidbilager som utgör stommen i de moderna cellmembranen.

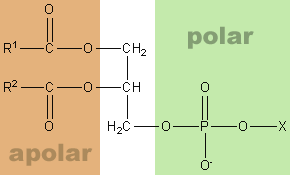
Schematisk bild av en fosfolipids polära ände (fosfat+X) och två opolära ändar (fettsyra): Den centrala glycerolgruppen förestras av de två karboniserade kedjorna R^{1} och R^{2} och fosfatgruppen.

Vågor som bryts mot en strand bildar ett skum som består av bubblor och vind som sveper över ett hav tenderar att driva objekt i vattnet mot land. På samma sätt kan organiska molekyler ha koncentrerats längs med kusterna med den skillnaden att bubblorna i det vita skummet på havet främst består av vatten och lätt spricker medan vattenavvisande bubblor är betydligt stabilare. Den högre temperaturen vid grunda kustområden kan genom avdunstning också ha bidragit till att öka koncentrationen av de organiska materialet.
Man tror att fosfolipid ska ha förekommit rikligt i de prebiotiska haven. Eftersom fosfolipider har ett hydrofilt huvud och en hydrofob svans tenderar de att spontant bilda lipidmembran i vatten. En bubbla som består av ett lipidmonolager kan bara innehålla olja, inte vattenlösliga organiska molekyler. Ett lipidbilager kan dock rymma vatten och var förmodligen en viktig föregångare till de moderna cellmembranen. Närvaron av ett protein som stärker värdbubblans integritet skulle ytterligare förstärka bubblans ställning i det naturliga urvalet. En första, primitiv form av reproduktion kan ha skett genom att sådana bubblor spruckit och dess innanmäte spridits i det omgivande mediet. I sin bok The Cell: Evolution of the First Organism menar Joseph Panno att detta ska vara början på den utveckling som ledde till prokaryoter, eukaryoter och flercelliga organismer.
På samma vis ska bubblor kallade mikrosfärer, bildade enbart av proteinlika molekyler, bildas spontant under rätt omständigheter. Dessa mikrosfärer är dock inga goda kandidater till de moderna cellmembranen eftersom dessa främst består av lipidföreningar snarare än föreningar av aminosyror.

## Andra förklaringsmodeller

### Autokatalys
Den brittiske etologen Richard Dawkins har i sin bok The Ancestor's Tale 2004 beskrivit autokatalys som en möjlig förklaring till abiogenes, det vill säga hur livet uppstod ur abiotiskt material. I sin bok nämner han ett experiment utfört av Julius Rebek och hans kollegor vid Scripps Research Institute i Kalifornien.
I experimentet kombinerade de aminoadenosin och pentafluorofenyl med autokatalysatorn aminoadenosintriacidester (AATE, amino adenosine triacid ester). Ett av de experimentella systemen innehöll varianter av AATE som katalyserade syntes av sig självt. Genom att de olika varianterna av AATE kom att tävla om reagensen, så sker en tävlan mellan de olika varianterna om vilken variant som under de givna betingelserna är den mest effektiva autokatalysatorn. Eftersom produkten av var och en av reaktionerna är identisk med det ursprungliga ämnet, så kan resultaten tolkas som att det mest "framgångsrika" ämnet, det vill säga det som lyckades duplicera sig självt i störst mängd, har vidarebefordrat sina egenskaper till en "avkomma". Därmed kan paralleller dras från autokatalysreaktioner till principen om naturligt urval, fastväl i en mycket rudimentär form.

### Lerteorin
Graham Caims-Smith vid University of Glasgow framförde 1985 en hypotes som baserar sig på lera och som antagits av ett fåtal forskare (bland annat Richard Dawkins) som en rimlig förklaringsmodell. Enligt teorin ska komplexa organiska molekyler uppstått från en förutvarande icke-organisk plattform bestående av silikatkristaller i någon lösning.
Komplexiteten hos de inblandade molekylerna ska ha uppstått som en konsekvens av ett selektionstryck på olika typer av lerkristaller. Detta selektionstryck ska sedan ha exapterats till att premiera en utveckling av organiska molekyler helt oberoende av den ursprungliga plattformen. Även om Caims-Smith envetet kritiserar andra teorier som omger frågan om livets uppkomst medger han att även hans teori – som sammanfattats som "livet sprunget ur en klippa" - har sina tillkortakommanden.
Peggy Rigou vid Institut National de la Recherche Agronomique (INRA) i Jouy-en-Josas rapporterade i den amerikanska, veckobaserade tidskriften Science News 2006 att prioner kan binda vid lerpartiklar för att sedan migrera bort från dessa när leran blir negativt laddad. Även om frågan om livets ursprung inte nämns i rapporten, kan rapporten ses som att prioner är en möjlig väg till de första reproducerande molekylerna.

### Golds teori
Upptäckten av nanober eller nanobakterier (omkring tio gånger mindre än bakterier men innehåller DNA) i berg fick Thomas Gold att under 1990-talet lägga fram den kontroversiella teorin att livet inte utvecklades på jordens yta utan flera kilometer nedanför. Man vet idag att mikrober existerar ända ned till fem kilometer under jordens yta i form av arkéer som tros ha utvecklats antingen innan eller samtidigt som eubakterierna som lever uppe på jordens yta (bland annat i haven).
Om mikrobiologiskt liv skulle upptäckas djupt under ytan på någon annan planet i vårt solsystem skulle detta stärka teorin. Gold själv har påpekat att ett stilla sipprande näringsflöde från jordens djup skulle premiera överlevnad eftersom en pöl av organiskt material skulle göra att en livsform genast konsumerade upp all föda och därmed skulle eliminerade sig själv.

### Utomjordiska teorier
Ett alternativ till en abiogenes på jorden är hypotesen att livet ursprungligen uppstått i rymden.
Enligt hypotesen ska kometer som fallit ned på det unga jordklotet ha fört ansenliga mängder komplexa organiska molekyler med sig. Möjligheten finns därmed att en primitiv livsform uppstått redan ute i rymden innan kometerna träffat jorden. Organiska föreningar är relativt vanliga i rymden, i synnerhet i solsystemets yttre där hettan från solen inte gör att flyktiga material dunstar. Kometer omges av ett yttre lager av något mörkt material som tros likna tjära och består av komplext organiskt material som man tror bildats av enkla kolföreningar genom reaktioner som fått sin energi från ultraviolett strålning.
En liknande teori har framfört hypotesen att livet först uppstått på planeten Mars och att en asteroid som slagit ned där sprängt bort material från planeten som ska ha transporterats till jorden.
Ingen av dessa hypoteser går att bevisa utan att materialprover på dessa himlakroppar görs. Ingen av dem förklarar heller egentligen hur livet uppstod utan bara föreslår att detta inte ska ha skett på jorden. Hypoteserna kan dock sägas vara av teoretiskt intresse eftersom de kraftigt utvidgar antalet miljöer och platser som livet kan ha uppstått i.

## Historia

### Aristoteles
För människan har det inte alls varit självklart att livet haft ett ursprung. Under antiken var det allmänt vedertaget, även hos lärda som Aristoteles, att komplexa organismer uppstod spontant ur abiotiskt material. Man trodde att loppor och vuxna möss skapades i smutsig tvätt och växte ur högar med vete; att larver och flugor skapades i ruttnande kött; och att bladlöss kom från dagg. Man trodde helt enkelt att livet genererades av sig självt, abiogent.

### Skapelseberättelser
Många religioner innefattar mycket gamla skapelseberättelser eller skapelsemyter om universums och livets uppkomst. Exempelvis i Gamla Testamentet, som är helig skrift inom de abrahamitiska religionerna, står att läsa i 1 Mosebok 1: I begynnelsen skapade Gud himmel och jord. ... Det blev kväll och det blev morgon. Det var den andra dagen. ... Och Gud sa ”Jorden skall ge grönska: fröbärande örter och olika arter av fruktträd med frö i sin frukt skall växa på jorden.” Och så uppkom de första livsformerna. Andra livsformer skapades separat på tredje till och med sjätte skapelsedagen enligt denna berättelse.
Kreationism är pseudovetenskapliga teorier som försöker förena mer eller mindre bokstavliga tolkningar av skapelsemyter med vissa vetenskapliga observationer, men som argumenterar emot gemensamt ursprung, med flera etablerade vetenskapliga teorier. Teistisk evolution är teologiska uppfattningar som hävdar att de klassiska religiösa lärorna om att universum och livet har skapats avsiktligt, med ett syfte, är fullt förenliga med vetenskapligt underbyggda teorier såsom livets uppkomst genom slumpmässiga kemiska processer och dess fortsatta utveckling ur ett gemensamt ursprung genom evolution.

### Redi
Francesco Redi, som kallats renässansens förste vetenskapsman, utförde 1668 ett experiment genom vilket han kunde dra slutsatsen att maskar och flugor inte skapas ur ruttnande kött, utan att det krävs att levande flugor lägger ägg för att nya flugor ska födas. Han förkastade därmed föreställningen om abiogenes och myntade satsen omne vivum ex ovo, "allt liv ur ägget".

### Pasteur
Under 1700-talet började allt fler biologer ompröva abiogenes och i sina noggranna experiment 1862 kunde Louis Pasteur slutgiltigt falsifiera den gamla föreställningen och konstatera att ett fullständigt sterilt medium måste förbli sterilt och att komplexa, levande organismer bara kan skapas av andra komplexa, levande organismer. Den moderna biologin utgår fortfarande från Pasteurs princip om biogenes.

### Darwin
Även om Pasteur visat att abiogenes inte direkt kunde skapa komplexa organismer erbjöd Charles Darwins evolutionslära en möjlig förklaring till hur sådana organismer utvecklats ur enklare former. Darwin presenterade själv inget förslag till hur evolutionen kommit igång men hade idéer om hur det kunde ha gått till. I ett brev till Joseph Dalton Hooker 1871 föreslog han att livet kan ha inletts i en "varm liten pöl" där det som behövdes — ammoniak, ljus, värme, elektricitet, etc — fanns närvarande så att en proteinförening kunde bildas redo att genomgå ytterligare utveckling. Han påpekade också att en sådan utveckling skulle vara omöjlig på jorden idag eftersom den första, enkla livsformen genast skulle konkurreras ut av de livsformer som redan finns på jorden. Abiogena processer måste alltså studeras i laboratorium.

### Oparin
Det svar Darwin inte hade kom 1936 då Aleksandr Oparin i sin The Origin of Life on Earth visade att det var syret i jordens atmosfär tillsammans med närvaron av sofistikerade livsformer som förhindrade att den gnista som sätter igång evolutionen återuppstod idag. Oparin menade att det räckte med enbart solljus för att skapa en "ursoppa" bestående av organiska molekyler i en mer eller mindre syrefri atmosfär. Molekylerna kan sedan bilda allt mer komplicerade sammansättningar som löses upp i koacervatdroppar, organiskt material omgivet av något vattenavvisande material. Oparin menade att dessa små droppar "växer" genom att slå sig samman, "fortplantar" sig genom att dela på sig och alltså har en primitiv form av metabolism som där faktorer som premierar cellegenskaper överlever på bekostnad av andra faktorer.

## Se även

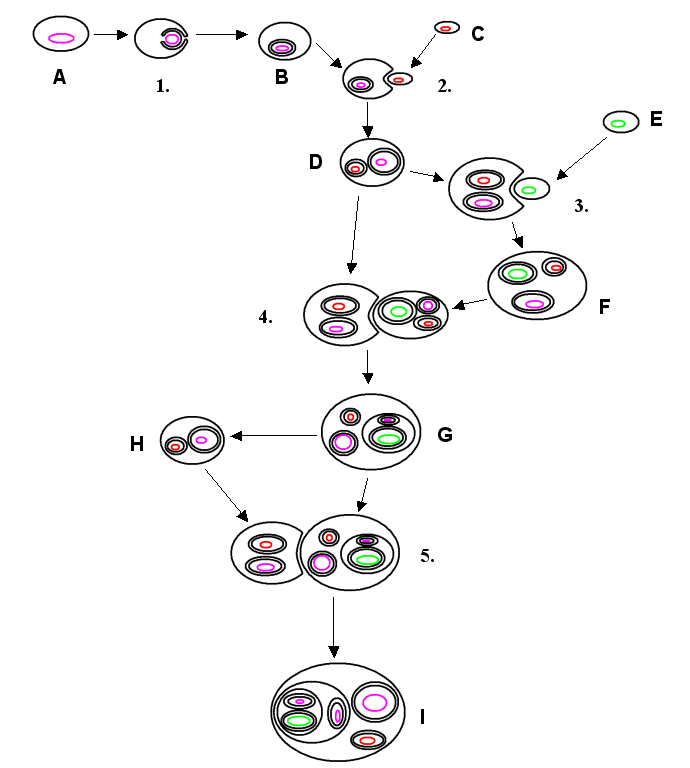
Endosymbiontteorin